# Love Really Hurts Without You
«Love Really Hurts Without You»  es una canción interpretada por el cantante Billy Ocean. Fue escrita bajo su nombre real Leslie Charles junto al productor Ben Findon y lanzada por el sello GTO Records a finales de enero de 1976 como sencillo de su álbum debut homónimo. Es el segundo sencillo grabado con el nombre de Billy Ocean y le proporcionó su primer disco en las listas de éxitos en 1976.

## Información de la canción
Ocean había escrito la versión original de "Love Really Hurts Without You" varios años antes mientras trabajaba como sastre en Savile Row. Después de que el productor Ben Findon retocara la composición, fue grabada en enero de 1976. "Love Really Hurts Without You" le dio a Ocean un éxito internacional con altas clasificaciones en todo el mundo. Debutó en el número 34 en el Top 50 del Reino Unido y subió hasta el número 2 en la UK Singles Chart el 27 de marzo de 1976. También se convirtió en el primer éxito Top 40 de Ocean en los Estados Unidos, alcanzando el número 22 en el Billboard Hot 100. En Australia e Irlanda llegó al número 3 de las listas. En los Países Bajos, alcanzó el número 11 en el Dutch Top 40. En Bélgica, llegó a la sexta posición del Ultratop 50 y la séptima en el VRT Top 30.

## Posicionamiento en listas
| Lista (1976)                       | Máxima posición |
| ---------------------------------- | --------------- |
| Australia (Kent Music Report)      | 3               |
| Bélgica (VRT Top 30)               | 7               |
| Bélgica (Flandes) (Ultratop 50)    | 6               |
| Canadá (RPM 100)                   | 21              |
| Dinamarca (IFPI Danmark)           | 7               |
| Estados Unidos (Billboard Hot 100) | 22              |
| Irlanda (IRMA)                     | 3               |
| Nueva Zelanda (RIANZ)              | 13              |
| Noruega (VG-lista)                 | 10              |
| Países Bajos (Dutch Top 40)        | 11              |
| Países Bajos (Mega Single Top 100) | 11              |
| Reino Unido (UK Singles Chart)     | 2               |
| Suecia (Topplistan)                | 9               |

## Otras versiones y remezclas
- En 1986, la canción fue versionada por el grupo pop Bad Boys Blue para su álbum Heartbeat y fue lanzada como sencillo.

- En noviembre de 1986, una versión remezclada de "Love Really Hurts Without You" de Billy Ocean tuvo un lanzamiento sencillo que entró en las listas del Reino Unido, Países Bajos y Bélgica.[14] Una nueva remezcla fue lanzado en 1994.

- En 2005 La banda Madness grabó "Love Really Hurts Without You" en las sesiones de su álbum de covers The Dangermen Sessions Vol. 1,  sin embargo, la canción fue archivada hasta enero de 2010, cuando sirvió como lado B para el lanzamiento del sencillo "Forever Young".

- En 2013 Bart Kaëll grabó "Met z'n tweetjes", una desviación temática del original en inglés, incluido en el lanzamiento de su álbum retrospectivo 30.

- En 2015 Willy Sommers grabó una traducción más fiel del tema, "Liefdesverdriet Doet Zo'n Pijn", para su álbum Gisteren wordt vandaag.